# Sommergibile

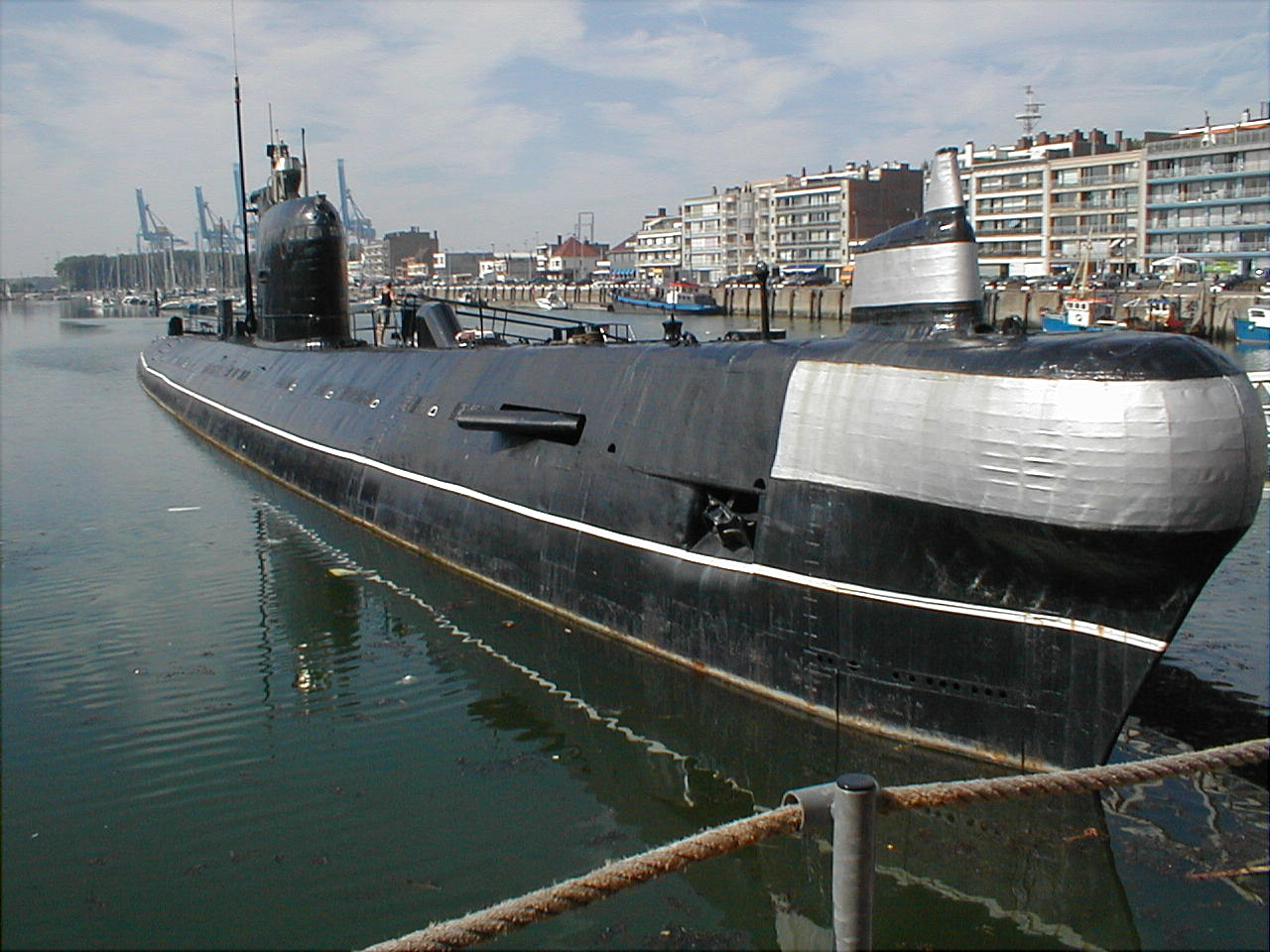
Sommergibile russo Foxtrot 480 museo a Zeebrugge

Il sommergibile un tipo di imbarcazione adatta alla navigazione in superficie e che all'occorrenza può immergersi, perdendo però manovrabilità e velocità.
Rispetto al sottomarino, il sommergibile dispone di limitate capacità in immersione e non è in grado di operare per periodi prolungati al di sotto della superficie dell'acqua. Per molti aspetti si ritiene quindi che il sommergibile rappresenti il predecessore dei più moderni sottomarini. Ciononostante, nell'uso comune i due termini sono frequentemente adoperati come sinonimi.

## Storia

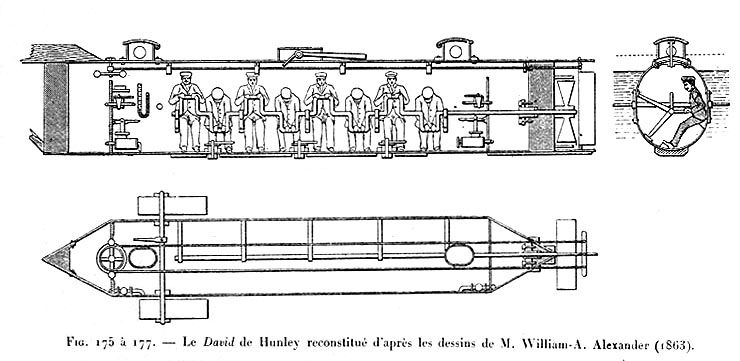
Il sommergibile costruito da Horace Lawson Hunley nel 1864 U.S. Naval Historical Center

Lo sviluppo tecnologico dei battelli subacquei presenta varie similitudini con quello che molto più tardi avrebbe interessato gli aeroplani. I primi studi teorici sulla costruzione di un sommergibile sono stati effettuati da Leonardo da Vinci nel 1500 circa, anche se le sue teorie non sfociarono mai in un prototipo funzionante. Nel 1680, Giovanni Alfonso Borelli nella sua opera De motu animalium illustrò la possibilità della costruzione di un veicolo che, per la prima volta, potesse esplorare gli abissi marini. Sulla costruzione di un primo sommergibile le fonti storiche si dividono e non possono pertanto essere ritenute attendibili. Il primo sommergibile del quale si hanno testimonianze storiche a percorrere un breve tratto in immersione, fu una primitiva imbarcazione costruita da Cornelius Van Drebbel, con il quale Drebbel percorse, immerso a una profondità di 3-4 metri, un breve tratto del Tamigi. Il primo tentativo di immersione con un mezzo subacqueo di cui si hanno testimonianze storiche certe, fu quello dell'inglese John Day, che il 20 giugno del 1774 s'immerse nelle acque del porto di Plymouth.
Il primo a utilizzare in modo efficace un sottomarino come arma, in particolare contro un blocco navale della marina danese, fu però il tedesco Wilhelm Bauer, che nel 1850 costruì un sommergibile con scafo in acciaio. Lungo oltre 7 metri e pesante circa 39 tonnellate, il rudimentale mezzo era stato concepito per attaccare le navi danesi che bloccavano il porto di Kiel. Il sommergibile più famoso del XIX secolo fu invece senza ombra di dubbio il battello confederato CSS Hunley, che il 17 febbraio 1864 affondò, con una carica esplosiva inastata sulla prua, la USS Housatonic, una pirofregata nordista, tuttavia, a causa dell'insufficiente lunghezza dell'asta, l'esplosione della carica uccise i membri dell'equipaggio lasciando il sottomarino alla deriva. Il suo successo aveva dimostrato l'efficienza dei sommergibili come arma, nonostante la carenza di un idoneo tipo di armamento, la totale assenza di un apparato motore e la quasi insufficiente autonomia del mezzo in immersione.

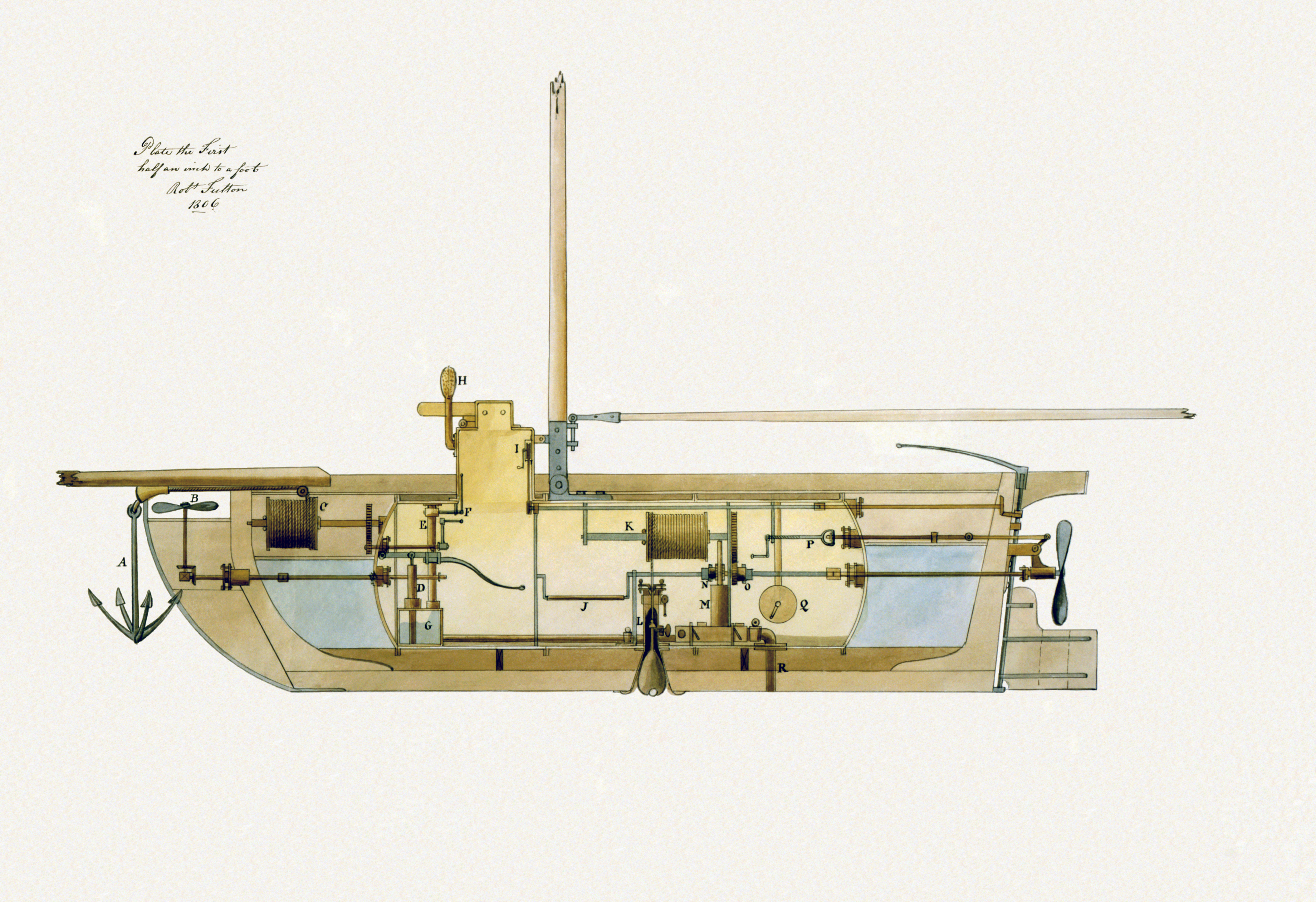
Progetto di un sommergibile statunitense del 1802

Il primo a prendere in considerazione un sommergibile dotato di un apparato motore fu l'americano Robert Fulton, che considerò la possibilità di sfruttare il brevetto del francese Claude de Jouffroy d'Abbans per progettare un sommergibile dotato di motore. Nel 1800 Fulton, che all'epoca viveva in Francia, varò il primo sommergibile funzionante, commissionato e finanziato da Napoleone, nelle acque della Senna. Il sommergibile si chiamava Nautilus e presentava una torretta di comando per l'osservazione ed era costruito con fogli di rame, con una struttura in ferro e lungo 6,5 metri, timoni per il controllo verticale e orizzontale e, infine, serbatoi di aria compressa per garantire un'autonomia di sei ore per un equipaggio di quattro persone. Nonostante il sommergibile riuscì ad affondare uno schooner e gli ottimi propositi di Fulton, la Marina Francese ritirò i finanziamenti al progetto. Fulton si decise di rivolgersi allora alla Marina Inglese ma anche loro si mostrarono poco interessati all'idea. Alla fine, difficoltà di tipo tecnico ed economico costrinsero il tenace inventore a rinunciare del tutto a tale ambizioso progetto dovendosi limitare a un progetto che prevedeva esclusivamente una propulsione di tipo manuale (la storia di Fulton avrà comunque un lieto fine: tornato negli Stati Uniti si dedicherà ad altro e, nel 1807, costruirà il primo battello a vapore commerciale, il North River Steamboat, nota più semplicemente con il nome Clermont). Bisognerà quindi aspettare il 1888 prima che qualcuno tenti nuovamente di progettare un sommergibile dotato di un apparato motore.
Nel frattempo, il 2 ottobre 1864 fu presentato da Narcís Monturiol (1819–1885) il primo sommergibile dotato di una qualche forma di propulsione. Il mezzo, battezzato Ictíneo II dal suo costruttore, era composto da uno scafo in legno rinforzato e disponeva di un motore chimico che per un breve lasso di tempo produceva energia elettrica grazie a una reazione chimica. Pur rappresentando un passo in avanti rispetto ai mezzi precedenti, il salto di qualità giunse solo nel 1888 grazie allo spagnolo Isaac Peral (1851–1895) che provò a utilizzare motori elettrici e costruì finalmente un sommergibile realmente efficiente.

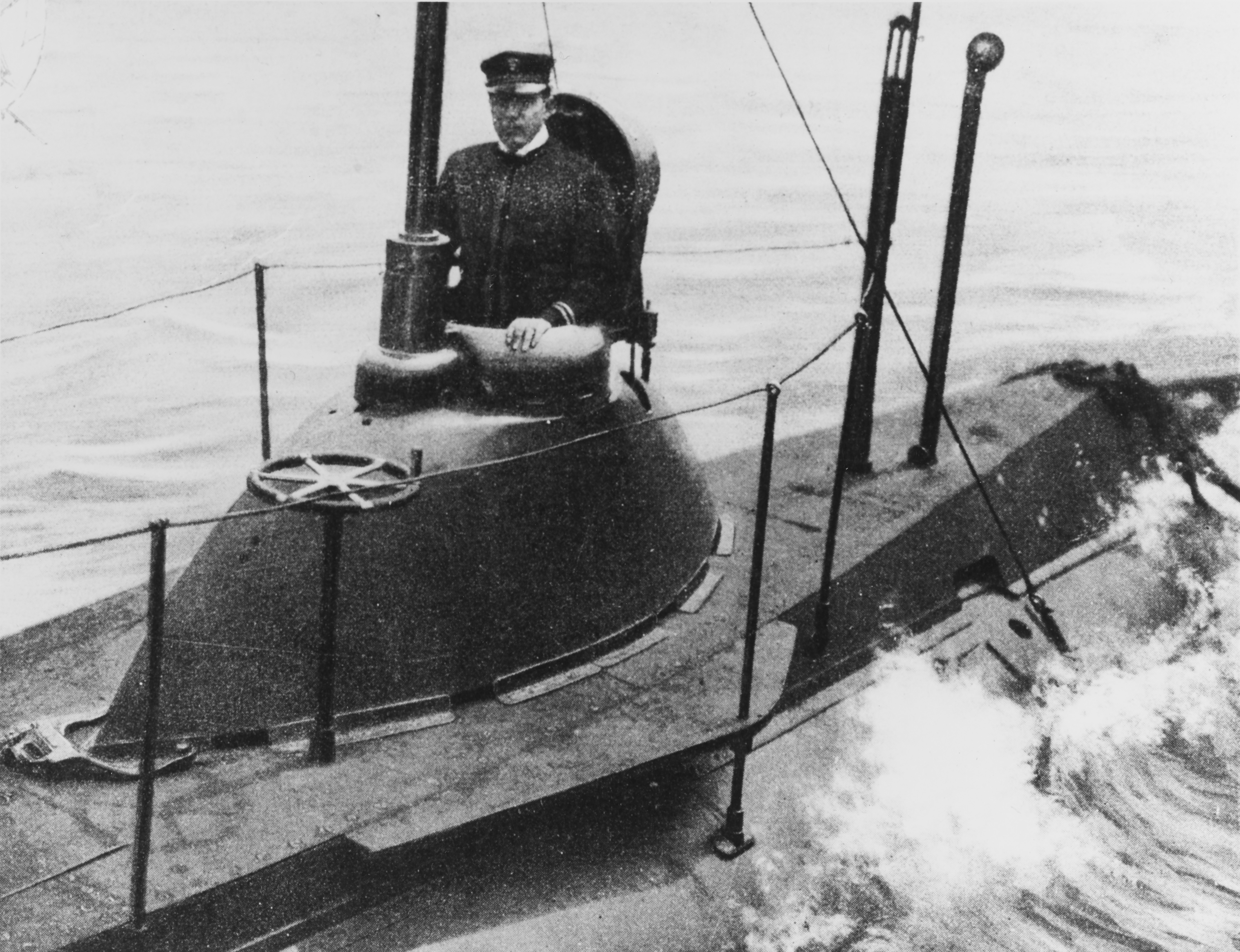
USS Holland fotografato nel 1902

Fu quindi il momento dell'irlandese Holland, che in seguito a un concorso organizzato dal Governo degli Stati Uniti per la costruzione di un sommergibile, ricevette l'incarico di progettare il primo battello dotato di motore, l'Holland IV, il quale fu un successo senza precedenti. Capace di immergersi fino a una profondità di 23 metri, la piccola imbarcazione entusiasmò tanto i vertici della marina statunitense, che fu acquistato e messo in servizio con la sigla ufficiale SS-1.
A partire dal 1900, in seguito ai rapidi progressi scientifici in diversi settori, si ebbe un'evoluzione rapidissima della tecnologia e ben presto unità come i battelli della classe Holland furono superati. Lo scafo goffo di questi battelli venne ben presto sostituito da scafi lunghi e idrodinamicamente più avanzati. Con le maggiori dimensioni dei nuovi scafi apparve anche un nuovo tipo di armamento. Le nuove unità non furono armate solo con i costosi siluri ma ricevettero anche un cannone che poteva essere utilizzato per attaccare il naviglio mercantile o navi con un armamento modesto. Sommergibili come la Classe L britannica così come la Classe Golland russa ne sono un esempio. 

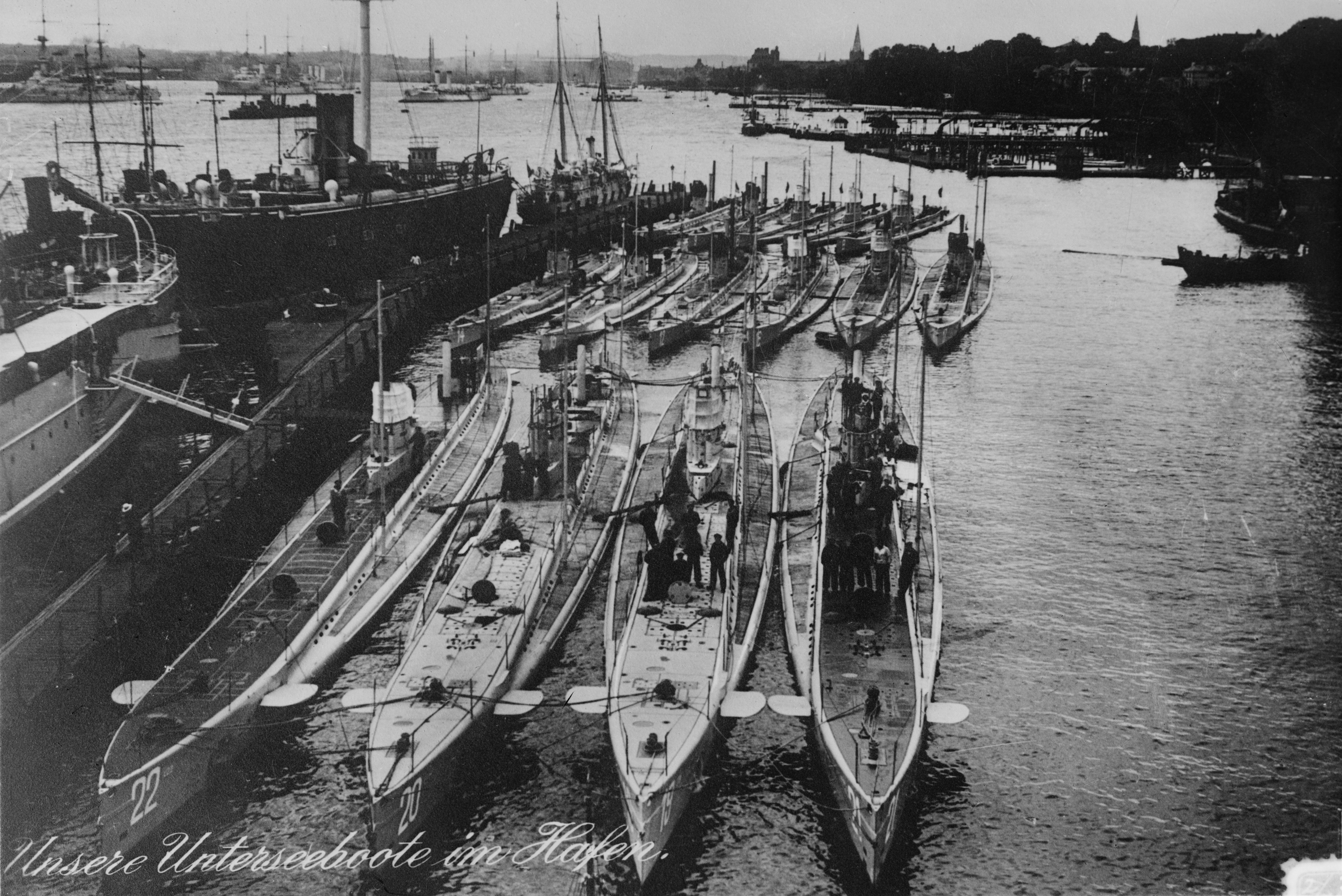
U-Boothafen Kiel nel 1914

Lo sviluppo dei sommergibili nel corso dell'ultimo decennio aveva spinto molte marine militari a dotarsene, tanto che nella prima guerra mondiale quest'arma ebbe un impiego fondamentale. I sommergibili ebbero un ruolo importante nel tentativo da parte della Germania, e in modo più limitato anche dell'Austria, di porre rimedio al blocco navale alleato imposto dalla supremazia navale di Regno Unito e Stati Uniti, e in definitiva furono una causa determinante per l'ingresso degli Stati Uniti nella guerra. I successivi vent'anni furono fondamentali per lo sviluppo del sommergibile come arma bellica. L'esperienza accumulata nel corso della prima guerra mondiale aveva spinto molti progettisti a provare nuove soluzioni tecniche.
Nonostante il fervore con il quale si lavorava alla ricerca di nuove soluzioni, allo scoppiare della seconda guerra mondiale la parte maggiore delle unità era rimasta sostanzialmente uguale a quelle che operarono alla fine della grande guerra. Come già nella prima guerra mondiale il compito dei sommergibili tedeschi fu quello di contrastare il traffico di merci nell'Atlantico, ma rispetto alla prima guerra mondiale le aree nelle quali operarono si estesero notevolmente e la sorveglianza marittima da parte degli Alleati era decisamente migliorata. Con l'evolversi del conflitto, la marina tedesca comprese molto presto che i sottomarini che navigavano in emersione erano bersagli facili nei confronti degli aerei da ricognizione e delle navi di pattuglia dotate di radar. Moltissimi furono quindi gli sforzi che la Kriegsmarine fece per migliorare le proprie unità. A partire dal 1942 si iniziò a ridurre gradualmente l'armamento antinave in coperta. Con la diffusione del radar, l'aumento del pattugliamento aereo e il rafforzamento della scorta ai convogli da parte degli Alleati, le occasioni di impegnare bersagli in superficie col cannone si erano rarefatte fino a scomparire.
I tedeschi scelsero pertanto di sbarcare gli ormai (per loro) inutili pezzi di coperta, utilizzando il peso così risparmiato per imbarcare un maggior numero di armi antiaeree, nuovi apparati elettronici e lo "snorkel", un dispositivo che consentiva di utilizzare in immersione i motori Diesel restando a quota periscopica. I nuovi criteri d'impiego, sviluppati con l'esperienza di guerra, prevedevano che il sommergibile dovesse ormai operare quasi totalmente in immersione: l'incremento delle prestazioni e della permanenza in immersione, anche grazie all'adozione dello "Schnorchel", unitamente alla soppressione dell'armamento di superficie di vecchia concezione portarono alla progettazione dei rivoluzionari (per l'epoca) U-Boot Tipo XXIII (costieri) e, soprattutto, U-Boot Tipo XXI "Elektroboote" oceanici, capaci di sviluppare una velocità di oltre 17 nodi in immersione e completamente sprovvisti di cannone, dotati solamente di 6 tubi lanciasiluri prodieri con 20 armi e di 4 mitragliere antiaeree da 20 mm installate in torretta. Il progresso tecnologico era ormai giunto a un punto che le capacità in immersione di questi mezzi erano ampiamente superiori di quelle in emersione. Si era quindi compiuto il passo dal sommergibile al sottomarino. Tale rivoluzione fu così stravolgente che unità costruite pochi anni prima risultarono nel giro di qualche anno ormai completamente obsolete: per molti aspetti era quindi iniziata una nuova era.

## Terminologia

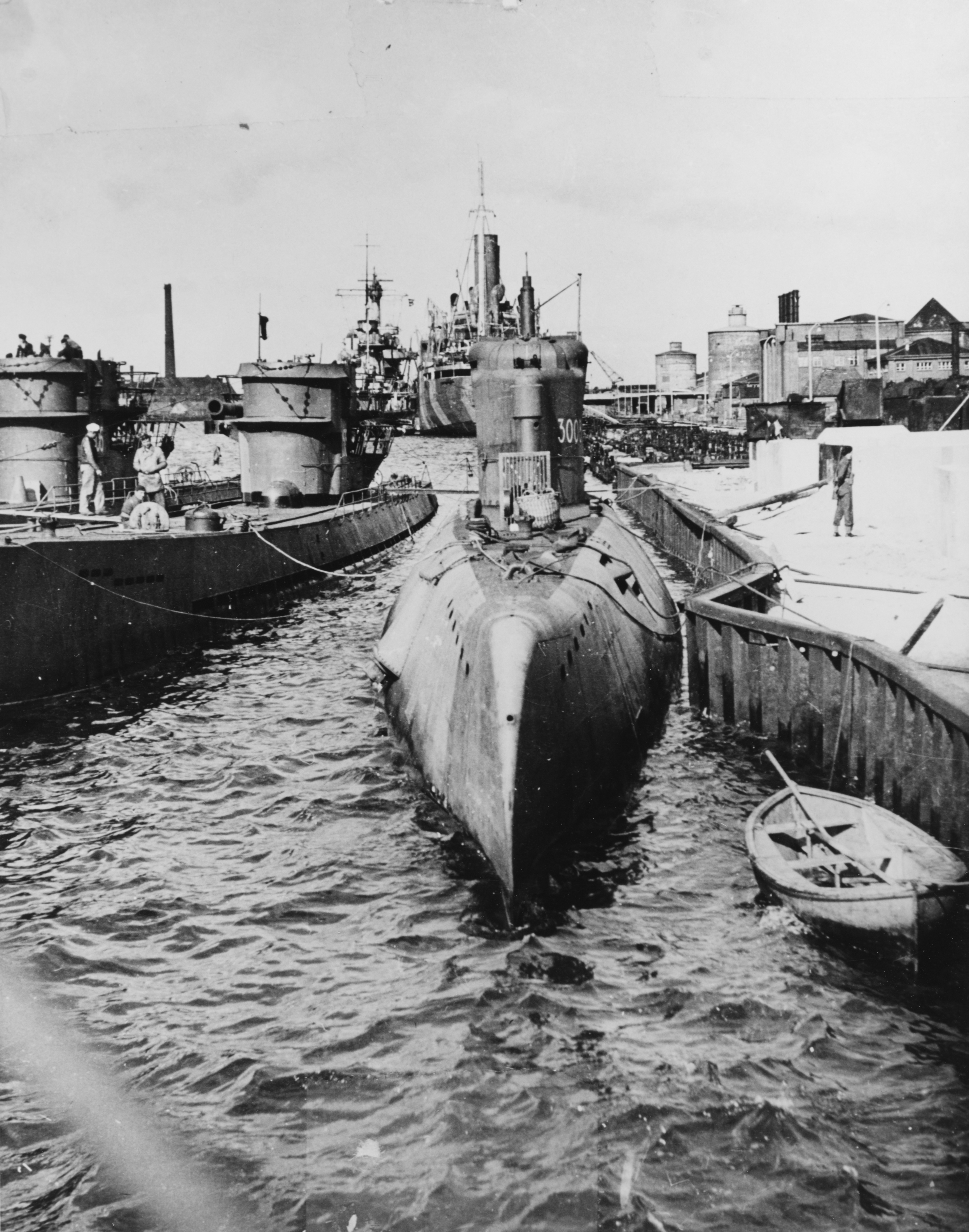
U-3003, una unità della Classe XXI fotografato a Wilhelmshaven, alla fine della seconda guerra mondiale. Si notino le differenze con le unità ormeggiate accanto.

Nel gergo tecnico i termini sottomarino e sommergibile individuano due differenti tipologie di unità. La distinzione esiste anche in altre lingue: ad esempio in inglese ci sono i termini Submarine e Submersible, in tedesco U-Boot e Tauchboot. Va però detto che l'equivalente nella nomenclatura navale angloamericana per entrambi i termini è "Submarine" (eventualmente abbreviato in "Sub") e con "Submersible" ci si riferisce solamente ai sommergibili o sottomarini che non sono indipendenti e necessitato di una nave per il loro trasporto o funzionamento, mentre in quella tedesca di "U-Boot", abbreviazione di "Unterseeboot", non avendo gli altri termini alcun utilizzo in ambito nautico.
Tecnicamente il termine sommergibile si riferisce alle unità che hanno prestazioni in immersione (in particolare, velocità e manovrabilità) inferiori rispetto a quelle in emersione: concepiti prevalentemente per l'impiego in superficie, mantengono la possibilità di immergersi all'occorrenza, per periodi di tempo limitati.
Invece il termine sottomarino si riferisce alle unità progettate per navigare e combattere prevalentemente in immersione. In termini ingegneristici, la differenza è nella diversa forma dello scafo, più "navale" per il primo e più affusolata e cilindrica (a "sigaro") per il secondo e, soprattutto, nella diversa percentuale di riserva di galleggiabilità di spinta, relativamente alta per un sommergibile (intorno al 30-35%), piuttosto esigua per un sottomarino (circa il 10-15%).
Alla categoria dei sommergibili appartengono quasi tutte le unità progettate fino alla fine della seconda guerra mondiale, quasi sempre dotate di armamento cannoniero sul ponte per poter ingaggiare a cannonate le unità mercantili disarmate o leggermente armate, risparmiando così i preziosi siluri.
Se pure sia difficile stabilire quale sia stato il progetto che permise il salto di qualità dal sommergibile al sottomarino, si ritiene che lo spartiacque tra sommergibili e sottomarini sia rappresentato dagli U-Boot Tipo XXI del 1944-45 (ma già la Classe R britannica della prima guerra mondiale presentava una velocità in immersione superiore a quella in superficie). Tuttavia spesso i termini sommergibile e sottomarini sono usati genericamente, come sinonimi, come testimonia lo stesso sito della Marina Militare oppure si attribuisce la definizione di sottomarino ai soli battelli a propulsione nucleare.

## Armamenti per uso militare
L'arma principale di cui sono dotati i sommergibili è il siluro. La potenza di fuoco è data dal numero di tubi lanciasiluri approntati, nonché dalla quantità di siluri di riserva imbarcati, dalla potenza dell'esplosivo contenuto nelle testate, nonché dalla raffinatezza tecnologica della centralina di lancio e di ciascuna arma (acciarino a percussione/magnetico, propulsione ad aria compressa/elettrica, complessità del sistema di guida giroscopica, sistema di ricerca acustica, griglia di ricerca prefissata, ecc.). I tubi possono essere prodieri o poppieri, ma non tutti i modelli di sommergibile dispongono di tubi poppieri. Alcuni sommergibili degli anni '30 (in special modo francesi) avevano dei complessi lanciasiluri brandeggiabili a centro nave, situati tra lo scafo resistente e il ponte. Nella maggior parte dei modelli, fino al termine della seconda guerra mondiale, sono presenti un cannone antinave (talvolta due) e una o più mitragliere antiaerei, sistemate sulla torretta, che devono essere bloccate e protette prima dell'immersione e riallestite prima di poter essere utilizzate, rendendone così l'uso non immediato.